# Kagoma jezik
Kagoma jezik (ISO 639-3: kdm; agoma, gwong, gyong, kwong), benue-kongoanski jezik uže plateau skupine koji zajedno s jezicima c(h)ori [cry], hyam [jab], shamang [xsh] i zhire [zhi] čini hyamijsku (jaba) podskupinu šire sjeverozapadne plateau skupine.
Govori ga oko 25 400 ljudi (2000) na području nigerijske države Kaduna u Području lokalne samouprave Jema’a .

## Vanjske poveznice
- Ethnologue (14th)
- Ethnologue (15th)
- The Kagoma Language